# Esenbeckia bitriangulata
Esenbeckia bitriangulata är en tvåvingeart som beskrevs av Lutz och Castro 1935. Esenbeckia bitriangulata ingår i släktet Esenbeckia och familjen bromsar. Inga underarter finns listade i Catalogue of Life.